# Hawaiische Religion
Die traditionelle hawaiische Religion hat die Entdeckung des Hawaiʻi-Archipels durch Europäer im Jahre 1778 keine 50 Jahre überstanden. Sie kannte viele Übereinstimmungen mit den Religionen anderer polynesischer Völker. Heute finden sich Elemente dieser ethnischen Religion in der esoterischen Huna-Lehre sowie im Hoʻoponopono-Aussöhnungsritual wieder, das seit einiger Zeit eine Revitalisierung erlebt.

## Geschichte
Die traditionelle hawaiische Religion stimmt in so vielen Bereichen mit der anderer polynesischer Völker überein, dass man sicher davon ausgehen kann, dass ihre wesentlichen Elemente bei der Besiedelung Hawaiʻis von Zentralpolynesien aus bereits ausgebildet waren. Danach ist kein Einfluss von außerhalb Polynesiens nachweisbar.
Da Hawaiʻi keine eigene Schrift ausgebildet hatte, ist man beim Studium der Religion auf mündliche Überlieferungen angewiesen, die teilweise in den Jahrzehnten nach der Entdeckung durch Europäer und Amerikaner aufgezeichnet wurden. Des Weiteren ist man auf die Berichte von Europäern angewiesen, die entweder Hawaiʻi besuchten oder dort ansässig wurden. Es gab keine systematische Erforschung der hawaiischen Religion zu einer Zeit, als sie noch intakt war.
Bereits wenige Jahre nach den ersten Kontakten waren viele Tabus durch den Kontakt mit den Europäern erschüttert, obwohl die Europäer sich den Tabus meist beugen mussten. Nach dem Tode Kamehamehas I. im Jahre 1819 wurde das wichtige Tabu, dass Frauen und Männer nicht gemeinsam essen dürfen, abgeschafft. Oft wird behauptet, dass damals alle Tabus abgeschafft worden seien, was nachweislich nicht der Fall war. Noch Jahre später sind neue Tabus erlassen worden. Mit der Abschaffung dieses zentralen Tabus war die traditionelle hawaiische Religion entscheidend geschwächt. Bereits 1820 kamen christliche Missionare ins Land, die die Unterstützung eines Teils der Adelsklasse hatten. In den nächsten Jahren traten die meisten Hawaiier zum Christentum über und es wurden Verbote der alten Religion erlassen.

## Der hawaiische Götterhimmel

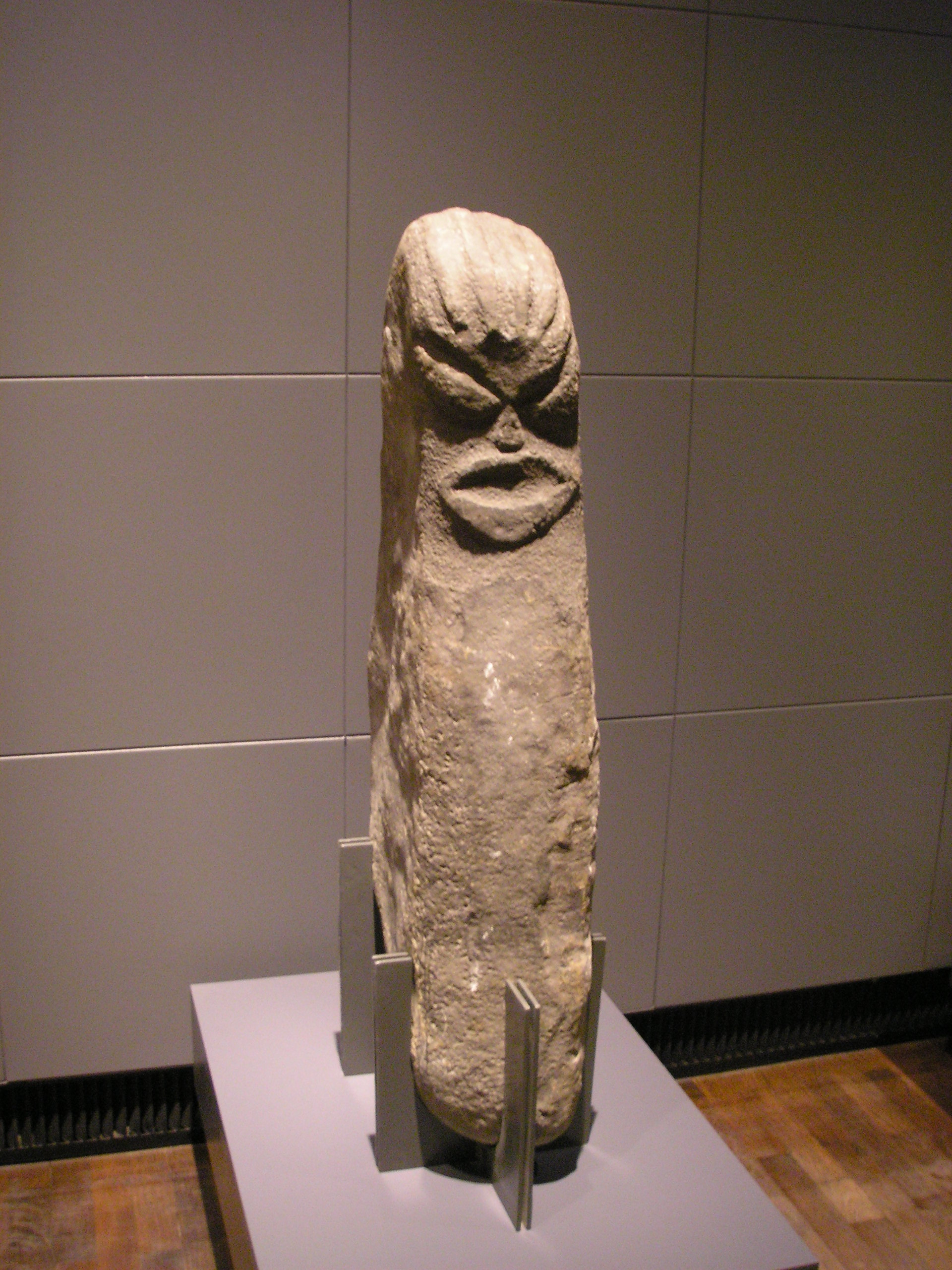
Steinfigur aus Hawaiʻi

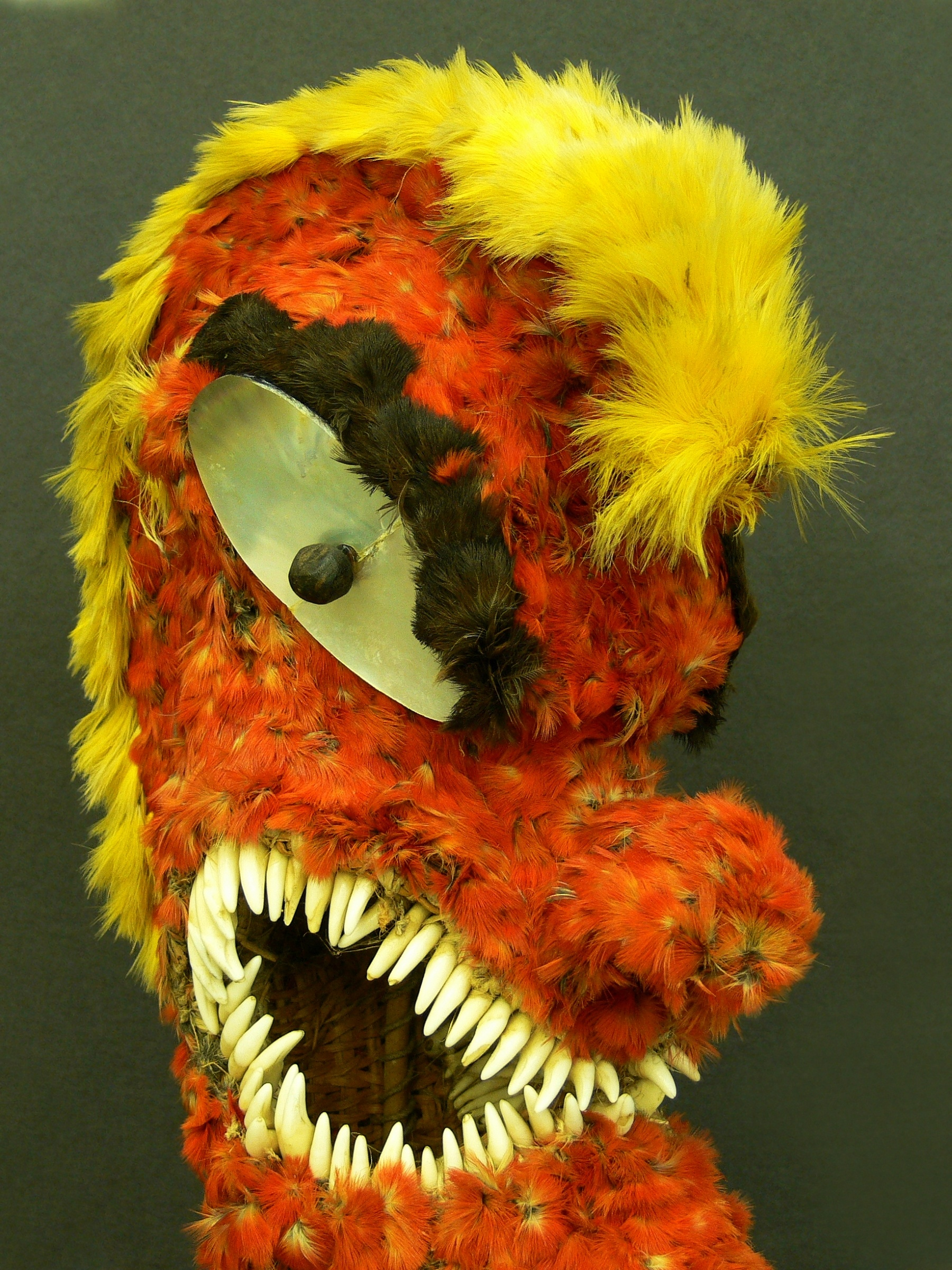
Kūkāʻilimoku oder Kū, Federskulptur des hawaiischen Kriegsgottes, 18. Jahrhundert

### Götter
Die vier großen Götter (ke kokoʻoha o ke akua = "Vereinigung der vier Götter") Lono, Kū, Kāne und Kanaloa galten als vor der Welt erschaffen und ewig.
- Lono („gemeinpolynesisch“[1] *Rongo) war ein Fruchtbarkeits- und Regengott, der auch für die Musik zuständig war und Frieden verkündete. Er wurde mit dem Osten verbunden. Er stieg auf einem Regenbogen zur Erde hinab, um dort Laka zu ehelichen. Ihm zu Ehren wurde jedes Jahr das Makahiki-Fest gefeiert.
- Kū (*Tū) war der Mann der Göttin Hina, mit der er zusammen ein Götterpaar bildet, das einen Gegensatz in sich vereinigt. Nur ihm zu Ehren wurden Menschenopfer dargebracht.
- Kāne (*Tāne) war der Schöpfer von Himmel und Erde. Er galt als guter Gott und wurde mit dem Norden verbunden. Er besaß eine kleine Muschelschale, die zu einem großen Schiff wurde, wenn sie auf das Wasser gesetzt wurde. Im Pflanzenanbau wurde er mit der Sonne identifiziert.
- Kanaloa (*Tangaroa) ist der Gott des Meeres und des Südens.
- Wākea ist der Himmelsvater und der Gemahl der Erdmutter Papa (vgl. Rangi und Papa bei den Māori).

### Göttinnen
akua wahine:
- Hina, auch gleichgesetzt mit Haumea und Papa, ist der Prototyp der Göttin. Sie verkörpert alle Eigenschaften der Frau.
- Laka wird mit Schönheit und Tanz (hula) verbunden.
- Pele ist die Göttin des Feuers und der Vulkane. Sie ist die Tochter von Haumea.
- Kapo ist eine Schwester Peles und eine gefürchtete Hexe. Ihre mörderische Vagina fängt Männer.
- Poliʻahu ist die Schneegöttin und Gegenspielerin von Pele. Sie ist die Tochter von Kāne.

## Mana
Ein zentrales Element hawaiischer Glaubensvorstellungen ist Mana. Dies bezeichnet eine Kraft, die gleichermaßen die jenseitige Welt der Götter und Ahnen durchdringt, als auch die diesseitige Welt des täglichen Lebens. In der hawaiischen Weltsicht ist diese Kraft ungleich weiter gespannt als im europäischen Kulturkreis möglich, da die Hawaiier eine Trennung zwischen jenseitiger und diesseitiger Welt nicht kannten. Mana besitzt in der hawaiischen Kultur deshalb auch eine starke spirituelle Komponente.

## Kapu
→ Hauptartikel: Tapu
Mit dem Begriff Kapu (*Tapu), der als Tabu auch ins Deutsche drang, wurde in der traditionellen hawaiischen Gesellschaft ein unbedingtes Verbot bezeichnet, dessen Übertretung schwerste Strafen nach sich zog.
Könige hatten die Macht, Tabus zu erlassen und aufzuheben. Beispielsweise wurde ein Platz, auf dem Kapitän Cook wissenschaftliche Geräte aufstellte, tabuisiert. Ebenso wurde Cooks Schiff „Iphigenia“ von König Kamehameha I. auf Cooks Bitte mit einem Tabu belegt.
Wichtige Tabus betrafen bestimmte Speisen, Orte, Gegenstände, Tiere und Personen, die als Sitz oder Träger einer besonderen Art von Mana gekennzeichnet waren. Auch das Aussprechen bestimmter Worte oder Begriffe konnte auf solche Weise mit einem Verbot belegt sein.
Männer und Frauen durften nicht gemeinsam essen, außer auf Seereisen in kleinen Kanus. Den Frauen war der Verzehr von Schwein, Meeresschildkröte und Hunden, sowie Bananen und Kokosnüssen durch Tabu grundsätzlich verboten.
Während der Menstruation war Geschlechtsverkehr verboten.
Auch gab es Tabus, die den in der gesellschaftlichen Rangordnung tieferstehenden Mitgliedern der Gemeinschaft etwa verboten, über den Schatten eines Oberen zu steigen oder diesem auf gleicher Augenhöhe zu begegnen.
Der Vollzug der Todesstrafe wegen Tabubruchs war keine Seltenheit. Darüber hinaus war das Brechen der Knochen und das Herausreißen der Augen als Strafe üblich.
Zwei Orte galten als Asylplätze (puʻuhonua), wo Tabubrechern Schutz gewährt wurde. Der eine befand sich im Waipiʻo-Tal im Distrikt Hāmākua, der andere bei Hōnaunau im Distrikt Hawaii, südlich von Nāpoʻopoʻo. Dort befindet sich heute der Puʻuhonua o Hōnaunau National Historical Park.

### Polynesische Religion
- Edward S. Craighill Handy: Polynesian Religion (= Bernice P. Bishop Museum. Bulletin. Bd. 34, ISSN 0005-9439 = Bayard Dominick Expedition. Publication. Bd. 12). Museum, Honolulu 1927.
- F. Rudolf Lehmann: Die Polynesischen Tabusitten. Eine ethno-soziologische und religionswissenschaftliche Untersuchung (= Veröffentlichungen des Staatlich-Sächsischen Forschungsinstitutes für Völkerkunde in Leipzig. Reihe 1: Ethnographie und Ethnologie. Bd. 10). R. Voigtländer, Leipzig 1930 (Zugleich: Leipzig, Universität, Habilitations-Schrift, 1930).
- Hans Nevermann:  Götter der Südsee. Die Religion der Polynesier. Spemann, Stuttgart 1947.
- Patrick Vinton Kirch, Roger C. Green: Hawaiki, Ancestral Polynesia. An Essay in historical Anthropology Cambridge University Press, Cambridge u. a. 2001, ISBN 0-521-78309-7.